# Linda Linda
«Linda Linda» (リンダリンダ) — сингл японской панк-рок группы The Blue Hearts, вышедший 1 мая 1987 года. Текст и музыка были написаны Хирото Комото и исполнены The Blue Hearts. Оба трека длительностью 6 минут 57 секунд занимали 38 место в музыкальном чате Oricon в течение года.
Сингл включает одну из самых популярных песен группы, которая впоследствии была включена во многие другие альбомы, синглы и сборники.
Трек стороны Б «Boku wa Koko ni Tatteiru Yo» (僕はここに立っているよ Я стою здесь) был записан Масатоси Масимой, гитаристом группы.
Песня оказала значительное влияние на популярную культуру. В 2005 году был снят фильм Linda Linda Linda в котором рассказывается о группе делающей каверы на песни The Blue Hearts для школьного фестиваля.
Также на песню сделаны каверы многими группами, в том числе мульти-инструменталистом Andrew W.K., группой Me First and the Gimme Gimmes, и группой MxPx.
Песня есть в играх Osu! Tatakae! Ouendan и Metcha! Taiko no Tatsujin DS: Nanatsu no Shima no Daibouken на Nintendo DS, и в Taiko no Tatsujin Wii: Do Don to 2 Daime на Nintendo Wii.